# Václav Fiala (politik)
Václav Fiala (13. prosince 1923 – ???) byl český a československý politik Komunistické strany Československa a poúnorový poslanec Národního shromáždění ČSR.

## Biografie
K roku 1954 se profesně uvádí jako kapitán ČSLA.
Ve volbách roku 1954 byl zvolen do Národního shromáždění za KSČ ve volebním obvodu Praha-venkov. V parlamentu setrval do konce funkčního období, tedy do voleb roku 1960.